# Экибастузец
«Экибастузец» (каз. Екібастұз Футбол Клубы) — бывший казахстанский футбольный клуб из города Экибастуз, получивший статус команды мастеров в 1979 году и расформированный в 2008.

## История переименований клуба
- 1979: «Угольщик»
- 1980—1992: «Экибастузец»
- 1993—2000: «Батыр»
- 2001: «Экибастузец — Наша кампания»
- 2002: «Экибастузец»

## Рекордсмены клуба
Количество матчей в чемпионате
1. Алевтин Осипов — 238 матчей
2. Спарышев, Виталий Иванович — 226 матчей
3. Гумар, Руслан Викторович — 205 матчей
4. Барсуков Андрей — 195 матча
5. Виталий Решетников — 179 матчей

Бомбардиры клуба в чемпионате
1. Курганский Николай Алексеевич — 56 голов
2. Гурам Макаев — 49 голов
3. Гумар, Руслан Викторович — 33 голов
4. Зубарев, Виктор Егорович — 17 голов
5. Владимир Буш — 18 голов

## Достижения и поражения
- Высшее достижение — выход в 1/32 финала Кубка СССР (1991/92). Победа — 5:2 («Уралмаш», Екатеринбург, 1991). Проигрыш — 0:3 («Динамо», Барнаул, 1991).
- Серебряный призер чемпионата Казахстана: 1993, 1998
- Победитель Первой лиги Казахстана: 2002
- В 1993 Николай Курганский назывался лучшим футболистом Казахстана.

### Самые крупные победы
Чемпионат Казахстана:
- 1993 — 8:0 («Намыс», Алма-Ата);

Кубок Казахстана:
- 2003 — 3:0 («Иртыш-2», Павлодар)

### Самые крупные поражения
Чемпионат Казахстана:
- 1999 — 0:6 («Химик», Костанай)

Кубок Казахстана:
- 1999 — 0:4 («Кайсар-Hurricane», Кызылорда)

19 сезонов в высшем дивизионе (с 1992 по 2001 год называлась «Высшая лига», с 2002 по 2007 «Суперлига», с 2008 года «Премьер-лига») и 1 сезон в первой лиге.
| Сезон | Соревнование | Место | Лучший бомбардир                                                 |
| 1992  | Высшая лига  | 4     | Николай Курганский — 18 голов                                    |
| 1993  | Высшая лига  | 2     | Николай Курганский — 26 голов                                    |
| 1994  | Высшая лига  | 9     | Гурам Макаев — 10 голов                                          |
| 1995  | Высшая лига  | 11    | Руслан Гумар — 6 голов                                           |
| 1996  | Высшая лига  | 5     | Виктор Зубарев — 11 голов                                        |
| 1997  | Высшая лига  | 6     | Эдуард Глазунов и Юрий Звоноренко — по 7 голов                   |
| 1998  | Высшая лига  | 2     | Гурам Макаев — 8 голов                                           |
| 1999  | Высшая лига  | 11    | Игорь Горячев — 7 голов                                          |
| 2001  | Высшая лига  | 13    | Талгат Байсуфинов, Игорь Басманов и Герман Горбунов — по 5 голов |
| 2002  | Первая лига  | 1     | Вадим Чижиков — 11 голов                                         |
| 2003  | Суперлига    | 15    | Вадим Чижиков — 6 голов                                          |
| 2004  | Суперлига    | 8     | Роберт Битаров — 10 голов                                        |
| 2005  | Суперлига    | 12    | Андрей Гефель — 7 голов                                          |
| 2006  | Суперлига    | 8     | Юрий Звоноренко — 6 голов                                        |
| 2007  | Суперлига    | 12    | Юрий Звоноренко — 6 голов                                        |

## Тренеры клуба
- Джулик, Валерий Семёнович (1979)
- Квочкин, Сергей Прокопьевич (1980—1983)
- Веретнов, Виктор Григорьевич (1984—1985)
- Булыбин, Анатолий Анисимович (1986)
- Веретнов, Виктор Григорьевич (1987 — июль 1990)
- Миронов, Александр Иванович (1990, с июля)
- Петров, Юрий Мартемьянович (1991)
- Владимир Фомичёв (1992—1995)
- Владимир Гулямхайдаров (1996)
- Геннадий Макаренко (1997)
- Владимир Линчевский (1998)
- Евгений Чевелев (1999—2000)
- Николай Курганский (2001)
- Николай Самойленко (2002)
- Владимир Фомичёв (до сентября 2003)
- Владимир Чеботарёв (с сентября 2003)
- Сергей Тимофеев (2004)
- Виталий Спарышев (2005—2007)